# 威尔逊·瓦塔尼拉佩利
威尔逊·瓦塔尼拉佩利（德語：Vilson Vattanirappel，1992年11月4日—），奧地利男子羽毛球運動員。

## 簡歷
2016年9月，威尔逊·瓦塔尼拉佩利出戰墨西哥羽毛球國際賽，分別贏得男單冠軍，以及和墨西哥選手辛西娅·冈萨雷斯合作贏得混雙比賽冠軍。
2017年8月，瓦塔尼拉佩利參加蘇格蘭格拉斯哥舉行的世界羽毛球錦標賽，出戰男子單打項目，首圈就以1比2（21-18、11-21、7-21）不敵匈牙利的克劳斯·盖尔盖伊出局。

## 主要比賽成績
只列出曾進入準決賽的國際賽事成績：
| 年份   | 賽事                   | 公開賽級別 | 項目     | 拍檔              | 成績   |
| ------ | ---------------------- | ---------- | -------- | ----------------- | ------ |
| 2014年 | 羅馬尼亞羽毛球國際賽   | 國際系列賽 | 混合雙打 | 伊丽莎白·巴利杜芙 | 準決賽 |
| 2015年 | 埃塞俄比亞羽毛球國際賽 | 國際系列賽 | 男子雙打 | 卢卡·瓦贝尔       | 準決賽 |
| 2015年 | 尼日利亞羽毛球國際賽   | 國際系列賽 | 男子雙打 | 卢卡·瓦贝尔       | 準決賽 |
| 2016年 | 墨西哥羽毛球國際賽     | 國際系列賽 | 男子單打 | —                 | 冠軍   |
| 2016年 | 墨西哥羽毛球國際賽     | 國際系列賽 | 混合雙打 | 辛西娅·冈萨雷斯   | 冠軍   |

| 2007-2017年 | 首要超級賽 | 超級賽 | 黃金大獎賽 | 大獎賽 | 國際挑戰賽 | 國際系列賽 | 未來系列賽 | 其他 |

| 2018-2026年 | 總決賽 | 超級1000賽 | 超級750賽 | 超級500賽 | 超級300賽 | 超級100賽 | 國際挑戰賽 | 國際系列賽 | 未來系列賽 | 其他 |

### 奧運會和世錦賽參賽紀錄
|          | 2017 |
| -------- | ---- |
| 男子單打 | 64強 |